# Lac Pulicat
Le lac Pulicat (anglais : Pulicat Lake ; télougou : పులికాట్ సరస్సు, pulikāṭ sarassu ; tamoul : பழவேற்காடு ஏரி, paḻavēṟkāḍu ēri) ou lac de Paliacate est une lagune du sud de l'Inde, situé aux confins des États du Tamil Nadu et de l’Andhra Pradesh, à proximité relative de la métropole madrasienne. C'est le deuxième lac d'eau saumâtre du pays en étendue.

## Histoire
Au Ier siècle, l’auteur anonyme du Périple de la mer Érythrée mentionne, parmi les trois ports de la côte orientale de l’Inde, celui de Podouke (Pulicat). Au siècle suivant, le géographe Ptolémée cite lui aussi le comptoir de Podouke.
Au XIIIe siècle, des Arabes bannis de La Mecque pour avoir refusé de payer tribut à un nouveau khalife, colonisèrent les abords de ce lac. On peut encore voir les vestiges des maisons en pierre des rues naguère habitées par ces Arabes musulmans. Certaines familles de la ville prétendent, archives en arabe à l’appui, être les descendants de ces réfugiés,.
La vague suivante de colons dont l’histoire ait gardé la trace est celle des Portugais : en 1515, ils édifièrent une église consacrée à Nossa Senhora Dos Prazeres (Notre Dame des Plaisirs), aujourd’hui en ruines.
Les Néerlandais s’établirent au bord de cette lagune après que leurs navires se furent échoués au droit du village de Karimanal, sur l’autre rive de l’embouchure du lac, et c’est ainsi que le littoral prit le nom de Coromandel. Sous la colonisation hollandaise, le comptoir portait le nom de Pallaicatta. Il subsiste de nombreux témoignages de cette époque (qui va de 1606 à 1690) ; le fort hollandais en ruines (1609), le temple, un cimetière avec ses 22 tombes (de 1631 à 1655), et un deuxième cimetière comprenant 76 tombes ou mausolées protégé par l’Archaeological Survey of India (ASI). Depuis leur fort Geldria de Pulicat, les Néerlandais trafiquaient avec la Compagnie britannique des Indes orientales et les autres nations de la région,,.
Les caractéristiques palynologiques de la lagune, menées à partir d’échantillons de sédiments carottés, montrent que :

« La reconstitution de la végétation à partir des lits de tourbe à 4,98 m au-dessus du niveau de la mer et à 1 m (au-dessus du niveau de la mer) dans l'ouest à Sullurpeta et Kasdredinilem, respectivement, reflète la présence d’un paléolittoral. Le niveau de la mer a atteint un maximum à Sullurpeta, 18 km à l'ouest du littoral actuel, il y a 6650 ans, plus or moins 110 ans Avant le présent. La radio-datation du lit de tourbe de Kasdreddinilem fournit un âge de 4608 plus ou moins 122 ans BP, qui montre que la mangrove a ensuite régressé vers l'est. »

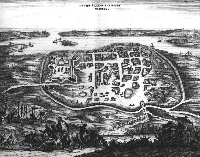
Panorama de Pellacata vers 1602
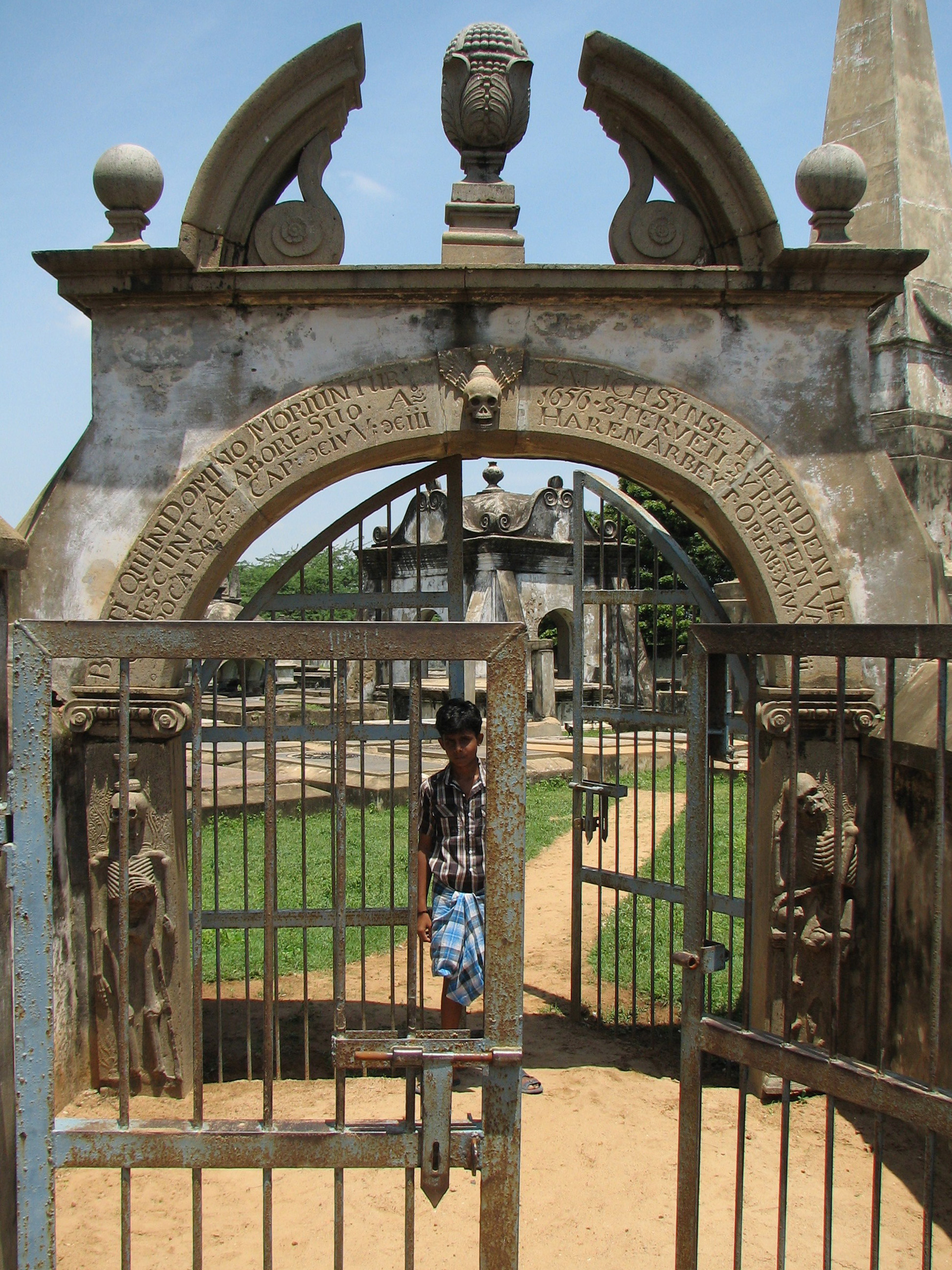
Entrée du vieux Cimetière des Hollandais de Pulicat.

## Géographie

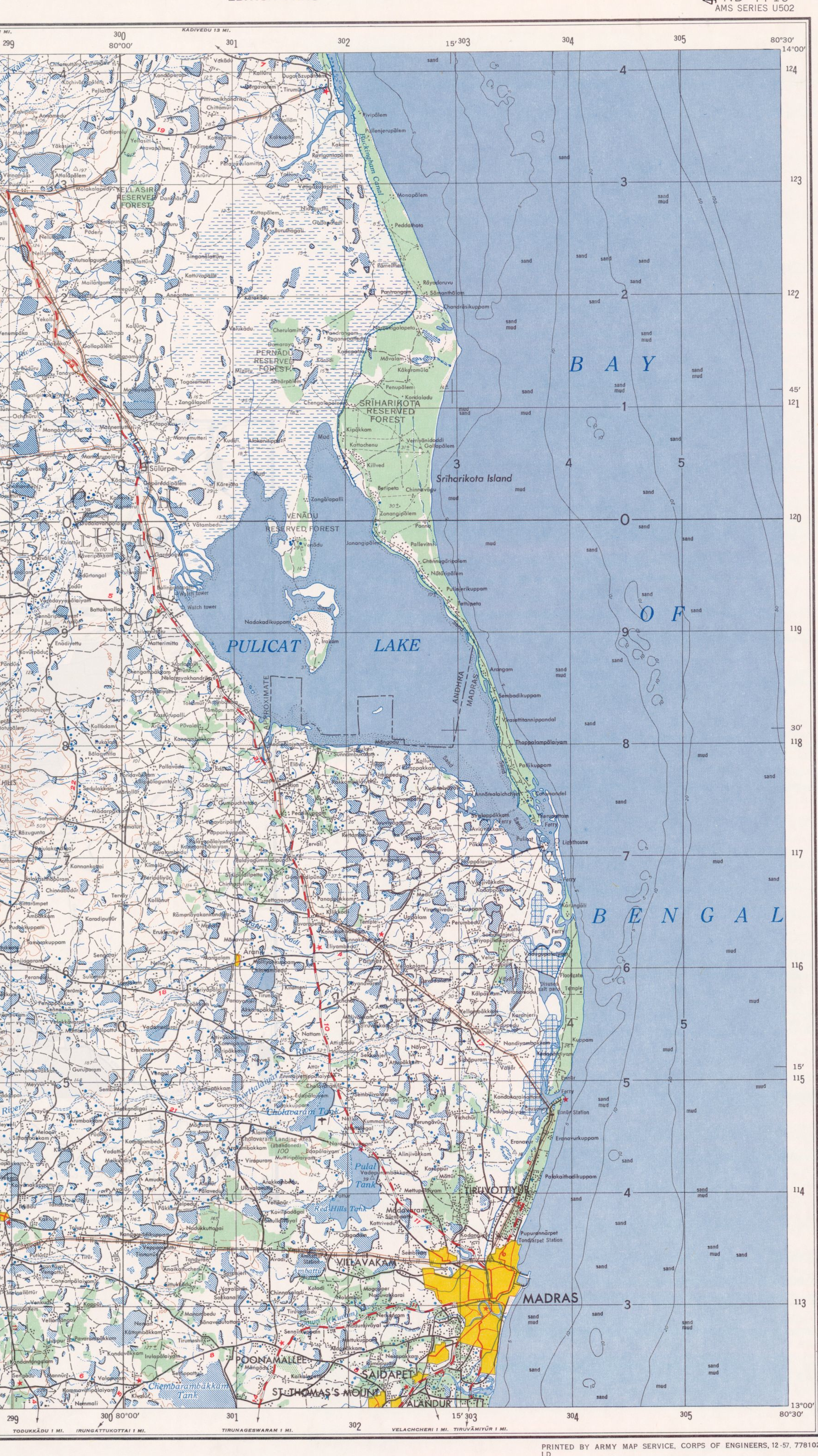
La côte du Tamil Nadu, avec le Lac de Pulicat (1957).

### Topographie
La lagune s'étend entre les parallèles de 13.33° et 13.66° de latitude Nord et les méridiens de 80.23° à 80.25° de longitude Est, parallèlement à la côte ; ses extrémités occidentale et orientale sont couvertes de plages de sable ; une partie asséchée va jusqu'au parallèle de 14.0°Nord ; ainsi 84 % de la superficie de la lagune se trouve administrativement dans l’Andhra Pradesh, et 16 % dans l’État du Tamil Nadu. La superficie du lac dépend de la marée : 450 km2 à marée haute et 250 km2 à marée basse. Sa longueur est d'environ 60 km et sa largeur varie entre 200 m et 17,5 km.
Le climat de la côte de la lagune est dominé par les moussons tropicales. La température de l'air varie entre 15 °C et 45 °C.
La grande île barrière de Sriharikota sépare le lac du Golfe du Bengale. Le Centre d’Études Spatiales Satish Dhawan, qui occupe l'extrémité nord de cette île, est le site du premier lancement de la première mission lunaire Indienne réussie, celle de Chandrayaan-1.
Les îles-barrière sableuses d’Irkam et de Venad, ainsi qu'un chapelet d’îles s'étirent du nord au sud, divisant la lagune en une zone est et une zone ouest. On classe les lagunes présentant de grands atterrissements en boueuses ou sableuses, suivant leur morphologie,.
Le village de pêcheurs de Pulicat se trouve à la pointe sud du lac,. Dugarājupatnam et Sullurpeta sont deux villes bâties autour de la lagune.

### Hydrologie
Trois grandes rivières alimentent la lagune : la rivière Arani au sud, le Kalangi par le nord-ouest et le Swarnamukhi à l'extrémité nord, sans compter une multitude de cours d'eau mineurs. Le Canal Buckingham, un canal de navigation à l'ouest, fait partie de la lagune. L'échange d'eau entre la lagune et le Golfe du Bengale se fait par une rigole au nord de Sriharikota, et un chenal de vidange d'environ 200 m de largeur à son débouché sud, qui tous deux permettent d’équilibrer les niveaux à la saison des pluies,,,.
Le lac se comporte comme un bassin-tampon : il déverse son trop-plein dans la mer en période de mousson et de cyclones. Le lac et son bassin sédimentaire ont été classés bassin inter-états en vertu de l’Interstate River Water Disputes Act de 1956. La plus grande partie du lac, ainsi que son exutoire maritime, se trouve dans l'Andhra Pradesh.

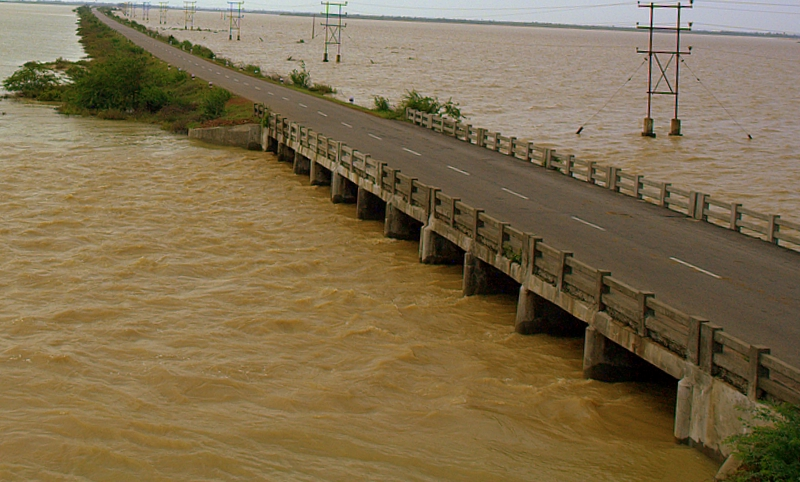
Le lac Pulicat après la saison des pluies.

La qualité des eaux du lac oscille selon un cycle saisonnier : été, pré–mousson, mousson et post–mousson ; car les fluctuations de profondeur et de superficie du lac contribuent à remettre en suspension les sédiments. La variation résultante de salinité et de teneur en OD (oxygène dissous) affecte la production halieutique, la dynamique du plancton, la biodiversité et les pêcheries du lac.
Le taux de salinité va de zéro lors des moussons, jusqu'à 52,000 ppm (super-salinité) en saisons post et pre–mousson. L'adaptation à une telle amplitude s'avère difficile pour les espèces sessiles et sédentaires du lac. Toutefois, les espèces euryhalines persistent.
La faune benthique de cette lagune est répartie en trois zones : la zone sud, la première, est principalement sableuse avec des traces de limon. La seconde zone au nord est boueuse. La dernière zone, où sable et limon se trouvent en quantités égales, est couverte d'algues : c'est celle font la faune benthique est la plus riche.
La contamination en métaux lourds (magnésium, plomb, zinc, nickel, cadmium, aluminium et cuivre) ou en composés chimiques tels l'ammoniaque, les sulfates et les composés fluorés sont conformes aux limites de toxicité.

## Faune et flore
La lagune offre une diversité biologique considérable, qui alimente une industrie halieutique soutenue et abrite une nombreuse population d'oiseaux.

### Limnologie

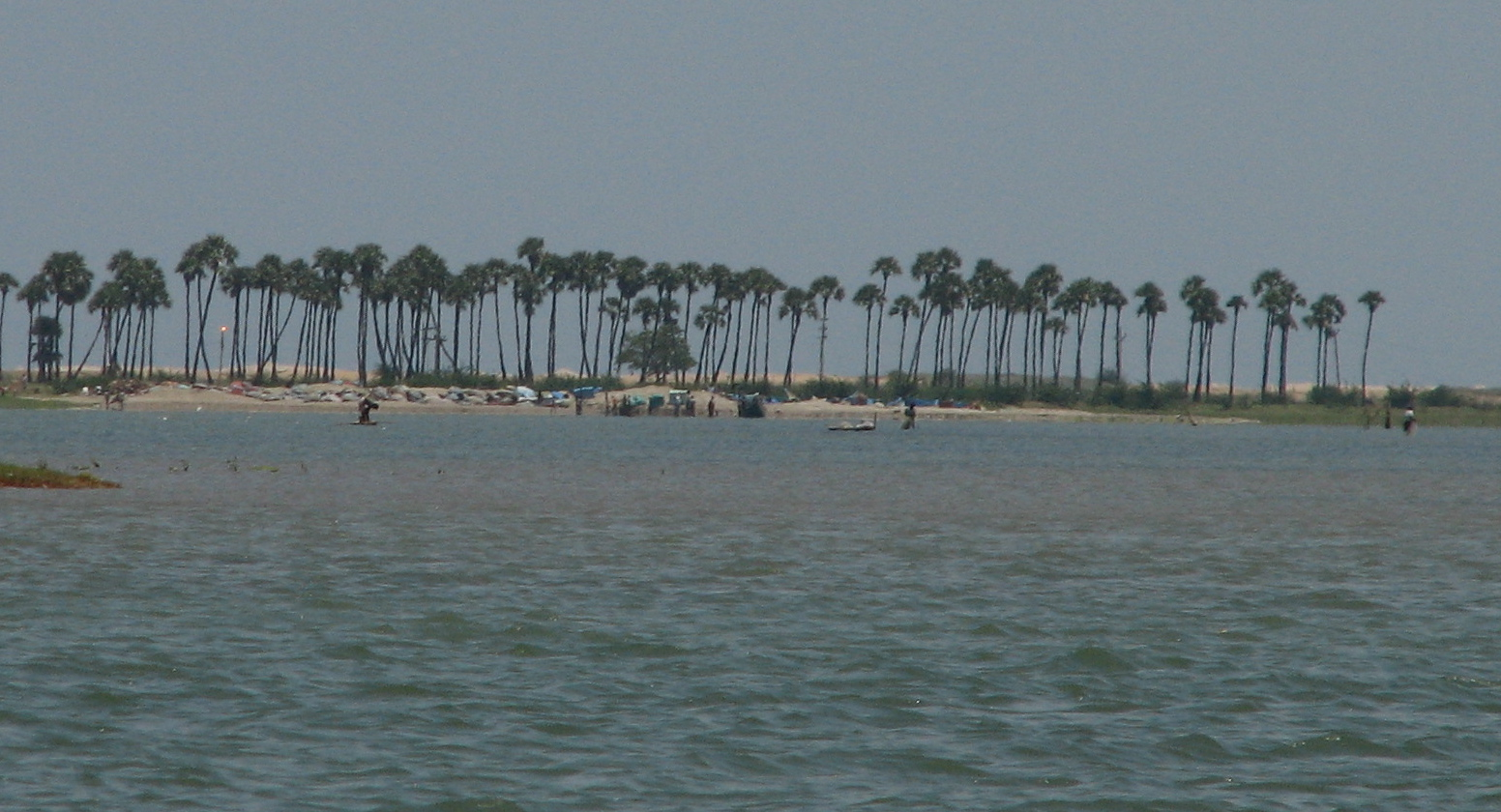
Borasses et camp de pêcheurs sur une île-barrière du Lac de Pulicat

La pêche est la principale activité des villages occupant la périphérie et les îles du lac. La diversité faunistique est considérable, surtout en espèces marines, mêlant poissons d'eau saumâtre et poissons d'eau douce. Les mulets et les poissons-chats sont les espèces d'eau saumâtre les plus communes : elles ont permis aux pêcheurs du lac de subsister. Le lac est une frayère pour de nombreuses espèces. Deux tiers des villages du lac se trouvent dans le Tamil Nadu, et à peu près autant dans l'Andhra Pradesh. La pêche fait vivre 12 370 pêcheurs : (6 000 dans l’Andhra Pradesh et 6 370 dans le Tamil Nadu.
On y récolte chaque année environ 1 200 tonnes de poisson et de crustacés, dont 60 % de crevettes, et le reste principalement des mulets. Les principales exportations sont la crevette blanche et la crevette tigrée, les méduses et les crabes verts. On a recensé jusqu'à 168 espèces de poissons : les plus nombreuses sont les mullets: M. cunnesius, M. jerdoni, M. dussumieri, M. cephalus, M. bornensis et les poissons-ballons T. nigropunctatus, T. leopardus ; le barbeau dorsalineatus, le poisson-chat Macrones vittatus, les sardines Sardinella fimbriata et le poisson-lait. Les espèces les plus pêchées sont les poissons à nageoire, les crabes verts, les coquillages et les crevettes. Les tortues vertes sont une espèce menacée : elles fréquentent les plages de Sriharikota.
On extrait également le sel.

### L'avifaune
Ce lac peu profond est réputé pour la variété de ses oiseaux aquatiques ; c'est une étape importante sur les routes migratoires et elle est la troisième plus grande zone humide de la côte orientale de l'Inde pour les migrateurs littoraux, particulièrement au printemps et en automne. Compte tenu de la richesse de l’avifaune de la lagune, deux refuges d'oiseaux y ont été institués, un dans chacun des états : Andhra Pradesh et Tamil Nadu,.
Le refuge d'oiseaux de l'Andhra Pradesh, institué en septembre 1976, est d'une superficie de 172 km2, en totalité sur le taluk de Tada  du district de Nellore. La Division faune sauvage de l'état y a recensé 115 espèces d'oiseaux. Le refuge d'oiseaux du Tamil Nadu, institué au mois d'octobre 1980, est d'une superficie de 60 km2. Il s'étend sur les taluks de Ponneri et de Gummidipundi dans le district de Thiruvallur.
Chaque année, on dénombre près de 15 000 flamants roses sur le lac, avec des pélicans, des martins-pêcheurs, des hérons, des tantales, des spatules et des canards.

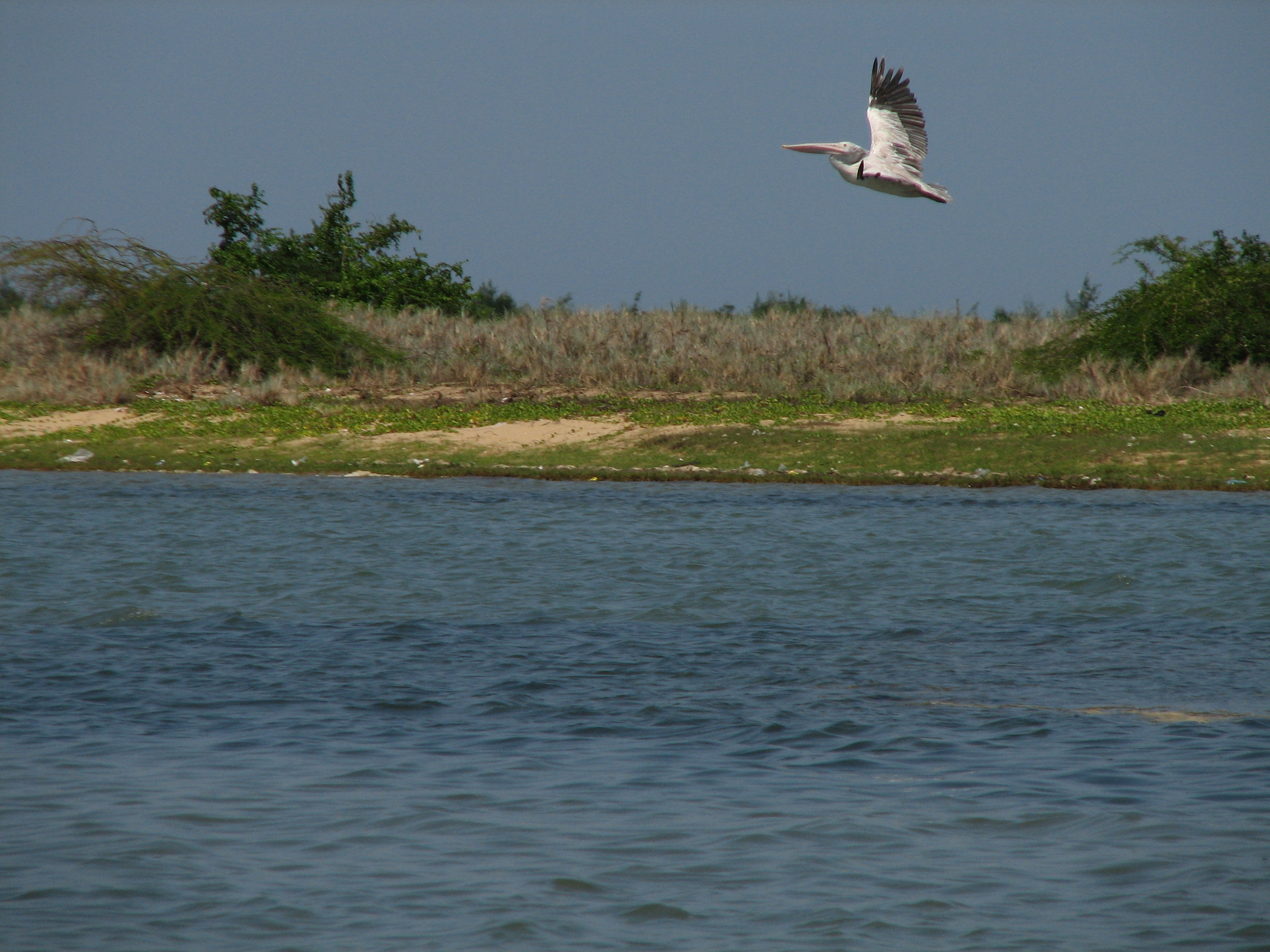
Pélican à bec tacheté au lac de Pulicat

Les concentrations de flamants les plus élevées se trouvent sur la zone rattachée à l'Andhra Pradesh, autour des îles de Vendadu et d’Irukkam et à la périphérie de la lagune où il y a moins de 40 cm de fond. Ces fortes concentrations de flamants sont l'indice de fort taux d'algues, et de diversité piscicole et benthique. Parmi les autres oiseaux aquatiques, on compte le pélican à bec tacheté, sept espèces différentes de hérons et d’aigrettes, le tantale, des flamant roses, des canards, 20 espèces de limicoles, des mouettes, des sternes, le grèbe castagneux, le cormoran à cou brun, le cormoran de Vieillot, le bec-ouvert indien, l’ibis à tête noire, la spatule blanche, le dendrocygne siffleur, le canard à bec tacheté, le grand Œdicnème et d'autres œdicnèmes.
On y a contacté plusieurs espèces de sauvagine en hibernation tels l’oie à tête barrée, la tadorne casarca, le canard siffleur, la sarcelle d'hiver, canard pilet, la sarcelle d'été, le canard souchet, le fuligule milouin, la mouette du Tibet, la mouette rieuse, la guifette moustac, la sterne hansel et la sterne caspienne.
Les oiseaux de proie viennent avec l'hiver ; ce sont ici les pygargues, les balbuzards, les busards et le faucon pèlerin,.
La zone située en Andhra Pradesh offre un pont de vue privilégié sur l'avifaune : depuis Sullurpet (en prenant la Route nationale 5 (Inde)), tourner vers l'est par la SHAR vers le lac ; là, on peut voir des nuées d'oiseaux migrateurs et d'échassiers, particulièrement des flamants.

### Végétation aquatique
La végétation aquatique reconnue compte 59 espèces, dont huit d’algues bleues, sept d’algues vertes et deux
d’algues rouges. Autour des villages bordant la lagune, on trouve les vestiges desséchés d'une forêt tropicale et des étendues d'arbustes littoraux . Dans les plaines de la périphérie du lac, la présence d’espèces invasives de phytoplancton : Prosopis juliflora, Spirulina major, Oscillatoria spp., Anabaena spp., Rhizosolenia castracanei, Eucampia cornuta et Climacodium frauenfeldianum a été signalée,.

## Menaces sur l'écosystème
On a identifié plusieurs menaces dans la partie de lagune située en Andhra Pradesh : la pollution par les eaux usées, les traces de pesticides, les effluents chimiques agricoles et industriels – apportés d'une part par l'Arani et le Kalangi, qui drainent l'eau des champs cultivés vers tout le bassin hydrographique, et d'autre part par les rejets domestiques, les effluents et déchets des usines agro-alimentaires ; les vidanges d'huile par les bateaux motorisés ; le relargage sur 4 780 ha du refuge des effluents d'une usine de désalinisation et d'un élevage de crevettes sur plus de 400 ha dans la moitié est de la lagune dégrade les eaux du refuge de Pulicat ; la subsistance de plus de 30 000 pêcheurs et 20 000 paysans (pour lesquels la pêche est une activité d'appoint hors-saison) a été affectée également. Ces activités ont également de graves impacts sur le développement de l’aquaculture.
Les deux principales menaces pesant sur la partie de lagune en Tamil Nadu sont l’envasement et la pollution.
L’envasement et la refermeture périodique du débouché maritime du lac l'été (juin–juillet à oct–nov), liés à la dynamique sédimentaire, nuisent au renouvellement de l'eau par la mer, ont envasé le lac et rendu ses eaux turbides. On signale que la profondeur moyenne de la lagune : 1,5 m au début du XXe siècle, est à présent de moins de 1 m. Parmi les plus graves conséquences de cet envasement, il y a d'abord l'aggravation des  inondations à la saison des pluies ; l'été, le lac n'est plus qu'un réservoir fermé où l'évaporation intense accroît la concentration en sel, avec des conséquences variables selon le débit rétabli lorsqu’arrivent les moussons du nord-est ; les fluctuations de la profondeur du lac perturbe sérieusement la flore, la faune et donc l'activité halieutique ; l’envasement de l'embouchure ne permet pas le renouvellement de la population de certaines espèces de crevettes et de mulets,.
La présence d'un complexe pétrochimique, d'une centrale thermique et le terminal pétrolier d’Ennore aggravent le problème, en menaçant d'inonder 14 îles – villages du lac; par suite du tsunami in 2004, le nombre de bateaux de pêche a explosé, entraînant une baisse du Catch Per Unit Effort de 1 000 tonnes à 700 tonnes environ ce qui a accru les tensions entre les pêcheurs de haute mer et les pêcheurs de la lagune.
Le tsunami de 2004 a frappé durement les pêcheries du lagon. Les survivants dépendaient jusqu'à la mi-avril 2005 des ravitaillements fédéraux et d’autres agences ; en revanche, un effet bénéfique du tsunami a été l'élargissement du débouché maritime de la lagune.

## Mesures de restauration et programmes sociaux
Un groupe d'experts a mis sur pied un projet intitulé Wildlife Action Plan for Conservation Measures on the Pulicat Lake Sanctuary, qui consiste à ouvrir un centre de recherches hydro-biologique et un centre d'interprétation, à permettre à des embarcations à fond plat de parcourir la lagune pour patrouiller et à plus long terme, à proposer des mesures de restauration du milieu.
Hormis ce plan d'action, une Organisation non-gouvernementale (ONG) appelée COPDANET s'efforce de promouvoir l'unité et la concorde entre les pêcheurs, sur la base du système traditionnel du Paadu, considéré comme seul pérenne, afin de protéger les pêcheurs de la lagune d'entreprises malhonnêtes et des intérêts purement financiers.
Parmi les ONG engagées dans les travaux de réhabilitation post-tsunami sur la lagune, il y a le Centre for Research on New International Economic Order (CReNIEO), actif sur le site depuis 1984. Son objectif est l'amélioration des conditions de vie des plus basses couches sociales de la société indienne, des femmes, des pêcheurs et des communautés tribales.
En s'appuyant sur un programme international développé au Sri Lanka, puisque les problèmes au Sri Lanka et sur ce lac indien sont les mêmes, le CReNIEO a lancé l’Integrated Fisherfolk Development Project. Le Global Natural Fund (GNF) a appuyé le projet du CReNIEO, favorables à l'économie rurale en promouvant la connaissance de l'environnement, l'agriculture équitable, l'emploi, et frein contre la surpêche,.